# الحسینیه (ریف دمشق)
الحسینیه (به عربی: الحسینیة) یک منطقهٔ مسکونی در سوریه است که در استان ریف دمشق واقع شده‌است. الحسینیه ۱٬۵۶۳ نفر جمعیت دارد.